# Jerzy Lefeld
Jerzy Lefeld (* 17. Januar 1898 in Warschau; † 22. Februar 1980 ebenda) war ein polnischer Komponist, Pianist und Musikpädagoge.
Lefeld hatte ab dem achten Lebensjahr Klavierunterricht bei Laura Sawicka, seit 1908 besuchte er die Warschauer Musikakademie. Hier studierte er Klavier bei Aleksander Michałowski und Komposition bei Roman Statkowski. Von 1917 bis 1939 unterrichtete er am Warschauer Konservatorium zunächst Klavier in den unteren und mittleren Kursen, ab 1926 Partiturlesen. 1933 erhielt er den Titel eines Professors. Daneben arbeitete er von 1924 bis 1926 im experimentellen Rundfunkstudio in Warschau, danach beim polnischen Rundfunk u. a. als Mitglied des Rundfunkorchesters.
Während des Zweiten Weltkrieges arbeitete Lefeld als Musiklehrer und trat als Pianist im Salon Sztuki von Bolesław Woytowicz auf. Von 1945 bis 1971 leitete er die Klavierklasse an der Staatlichen Musikakademie in Warschau. Er bildete in der Zeit mehr als 40 Konzertpianisten aus. Zu seinen Schülern zählten u. a. Witold Lutosławski, Stefan Kisielewski und Witold Małcużyński.
Außerdem war Lefeld ein gesuchter Klavierbegleiter. Zwischen 1917 und 1926 gab er mehr als 100 Konzerte mit dem Geiger Stanisław Barcewicz. Weiterhin trat er u. a. mit den Sängern Stanisław Korwin-Szymanowski, Ada Sari, Ewa Bandrowska-Turska, Wanda Wermińska, Wiktor Brégy, Wiktoria Kotulak, Alfred Orda, Bogdan Paprocki, Andrzej Hiolski, Stefania Woytowicz und Jerzy Artysz, den Violinisten Karl Flesch, Ida Haendel, Zino Francescatti, Ruggiero Ricci, Irena Dubiska, Eugenia Umińska, Paweł Kochański, Wanda Wiłkomirska und Konstanty Andrzej Kulka, mit Paul Hindemith (als Bratscher) und dem Cellisten Eli Kochański sowie in Klavierduos mit Roman Maciejewski, Maria Wiłkomirska, Władysław Szpilman, Paweł Lewiecki und Margerita Trombini-Kazuro auf.

## Werke
- Symfonia nr 1 f-moll, 1917, 1969–76
- Sekstet smyczkowy Es-dur, 1919
- Symfonia nr 2 e-moll, 1921, 1969–76
- Cztery piesni für Stimme und Klavier, 1921–23
- Trzy preludia für Klavier, 1936
- Nokturn für Klavier, 1943
- Osiem utworów dla dzieci für Klavier, 1945
- Jesien für Klavier, 1945
- Dwa mazurki für Klavier, 1947
- Zachowaj mnie u swoich drzwi für Stimme und Klavier, 1947
- Cóz jest prócz nieba für Stimme und Klavier, 1948
- Krakowiak für Klavier, 1948
- Kolysanka für Klavier, 1948
- Cztery sonety krymskie für Bariton und Sinfonieorchester, 1964
- Sonet „Blogoslawienstwo“ für Bariton, Streichorchester und Harfe, 1967
- Intermezzo symfoniczne für Orchester, 1970
- Odchodze, Lied für Solostimme und Klavier oder Orchester, 1970
- Mazurek-impromptu für Klavier, 1976
- Preludium für Klavier, 1977